# Фестивал музичких друштава Војводине
Фестивал музичких друштава Војводине се одржава у Руми, као највећа манифестација аматерског музичког стваралаштва у Војводини.
Фестивал је установљен 1964. године, одржава се у великој дворани Културног центра у Руми и организује се бијенално: једне године учествују хорови и оркестри класичне музике, а следеће фолклорни ансамбли.
Фестивал представља репрезентативну манифестацију најбољих ансамбала претходно одобраних на општинских и шест регионалних смотри.